# Черчилль, Уинстон (1940—2010)
Уи́нстон Спе́нсер-Че́рчилль (англ. Winston Spencer-Churchill; 10 октября 1940, Чекерс — 2 марта 2010, Лондон) — британский государственный деятель и журналист, депутат Палаты общин Великобритании на протяжении 27 лет (1970—1997). Внук бывшего премьер-министра Великобритании сэра Уинстона Черчилля.

## Ранняя жизнь
Уинстон Черчилль родился в Чекерсе, загородной резиденции премьер-министров Великобритании, когда эту должность занимал его дед Уинстон Черчилль. Единственный сын Рэндольфа Черчилля (1911—1968) от первого брака с Памелой Дигби (1920—1997).
Получил образование в Итонском колледже и колледже Крайст-Чёрч в Оксфорде.

## Карьера
Прежде чем стать депутатом парламента, Уинстон Черчилль был журналистом, в частности в 1967 году на Ближнем востоке во время Шестидневной войны, во время которой встречался со многими израильскими политиками, в том числе с министром обороны Моше Даяном, и опубликовал книгу об этой войне.
В 1967 году Уинстон Черчилль предпринял первую попытку попасть от партии консерваторов в Палату общин Великобритании по округу Манчестер-Гортон. Несмотря на непопулярность действующего правительства лейбористов, он потерпел неудачу. В 1970 году он был избран в парламент от избирательного округа Стретфорд, близ Манчестера. Заседал в Палате общин с 1970 по 1983 год.
В 1983 году Уинстон Черчилль был избран в Палату общин от избирательного округа Дэйвиулм (графство Большой Манчестер). В 1997 году после всеобщих выборов в парламент Великобритании избирательный округ Дэйвиулм был отменен, а Черчилль лишился депутатского кресла. Будучи депутатом, он никогда не добивался высоких правительственных должностей и остался заднескамеечником. Его кузен Николас Соумс также являлся членом консервативной партии.
Несмотря на семейные политические традиции, Уинстон Черчилль никогда не получил ни одного высокого государственного поста. Он занимал должности заместителем госсекретаря в министерстве строительства (1970—1972) и министерстве иностранных дел (1972—1973), а также являлся членом парламентской комиссии по обороне (1983—1997).
В мае 1993 года депутат Уинстон Черчилль вызвал скандал своим заявлением о «бесконечном потоке» иммигрантов из Индии. За это он получил публичный выговор от тогдашнего министра внутренних дел Майкла Ховарда, которого поддержал премьер-министр Джон Мейджор.
В 1995 году Уинстон Черчилль и его семья продали большой архив его деда за 12 500 фунтов стерлингов британскому государству. Приобретение финансировалось за счет гранта от недавно созданной Национальной лотереи. В настоящее время архив Уинстона Черчилля хранится в Черчилль-колледже в Кембридже.
Покинув парламент, Уинстон Черчилль стал читать лекции, написал много статей в поддержку войны в Ираке и борьбы против исламского терроризма. Он также редактировал сборник выступления его деда, премьер-министра, озаглавленный «Никогда не сдаваться».
В 2007 году Уинстон Черчилль стал президентом Британской национальной ассоциации обороны — общественной организации, занимающейся поддержкой вооруженных сил страны. С 1995 по 2010 год — председатель Национального благотворительного фонда престарелых.
Черчилль проживал в районе Белгравия, в Лондоне, где он скончался 2 марта 2010 года от рака предстательной железы, от которого он страдал последние два года своей жизни.

## Семья и дети
15 июля 1964 года Уинстон Черчилль первым браком женился на Минни Кэролайн д´Эрлангер, дочери банкира сэра Джеральда Джона Реджиса д´Эрлангер (1905—1962) и внучке барона Эмиля Бомона д´Эрлангер. Супруги имели четверых детей:
- Рэндольф Леонард Спенсер-Черчилль (род. 22 января 1965)
- Дженни Спенсер-Черчилль (род. 25 сентября 1966)
- Марина Спенсер-Черчилль (род. 11 сентября 1967)
- Джон Джерард Аверелл «Джек» Спенсер-Черчилль (род. 27 августа 1975)

Супруги развелись 21 февраля 1997 года из-за многочисленных романов Уинстона Черчилля. 25 июля того же 1997 года вторично женился на бельгийке Люси Даниэлсон. Второй брак был бездетным.

## Публикации
- First Journey, 1964
- Six Day War, 1967
- Defending the West, 1981
- Memories and Adventures, 1989
- His Father’s Son, 1996
- The Great Republic, editor, 1999
- Never Give In!: The Best of Winston Churchill’s Speeches, editor, 2003